# 1909 w filmie
Wydarzenia filmowe w 1909 roku.

## Wydarzenia
- 12 marca – właściciel kina i dystrybutor filmów Carl Laemmle założył w Nowym Jorku towarzystwo filmowe „Independent Movie Pictures” (IMP).

## Urodzili się
- 1 stycznia
  - Dana Andrews, aktor (zm. 1992)
  - Władysław Lasoń, aktor (zm. 2001)
- 2 stycznia – Józef Wyszomirski, polski aktor i reżyser (zm. 1982)
- 3 stycznia – Victor Borge, muzyk, aktor (zm. 2000)
- 8 stycznia – Willy Millowitsch, aktor (zm. 1999)
- 15 stycznia – Gene Krupa, muzyk, aktor (zm. 1973)
- 22 stycznia – Ann Sothern, aktorka (zm. 2001)
- 9 lutego
  - Carmen Miranda, piosenkarka, aktorka (zm. 1955)
  - Heather Angel, brytyjska aktorka (zm. 1986)
- 11 lutego – Joseph L. Mankiewicz, reżyser, pisarz, producent (zm. 1993)
- 16 lutego – Jeffrey Lynn, aktor (zm. 1995)
- 19 marca – Louis Hayward, aktor (zm. 1985)
- 26 marca – Chips Rafferty, aktor (zm. 1971)
- 28 marca – Miff Görling, szwedzki puzonista jazzowy i kompozytor muzyki filmowej (zm. 1998)
- 29 kwietnia – Tom Ewell, aktor (zm. 1994)
- 15 maja – James Mason, aktor (zm. 1984)
- 16 maja – Margaret Sullavan, amerykańska aktorka (zm. 1960)
- 21 maja – Zdzisław Mrożewski, polski aktor (zm. 2002)
- 30 maja – Benny Goodman, amerykański muzyk i aktor (zm. 1986)
- 7 czerwca – Jessica Tandy, aktorka (zm. 1994)
- 14 czerwca – Burl Ives, aktor (zm. 1995)
- 17 czerwca – Ralph E. Winters, amerykański filmowiec, montażysta (zm. 2004)
- 20 czerwca – Errol Flynn, amerykański aktor (zm. 1959)
- 21 czerwca – Władysław Hermanowicz, polski aktor (zm. 1960)
- 1 lipca – Madge Evans, aktorka (zm. 1981)
- 26 lipca – Vivian Vance, aktorka (zm. 1979)
- 25 sierpnia
  - Ruby Keeler, piosenkarka, aktorka (zm. 1993)
  - Michael Rennie, aktor (zm. 1971)
- 7 września – Elia Kazan, amerykański reżyser (zm. 2003)
- 4 listopada – Dixie Lee, amerykańska aktorka, piosenkarka oraz tancerka (zm. 1952)
- 11 listopada – Robert Ryan, aktor (zm. 1973)
- 26 listopada – Frances Dee, aktorka (zm. 2004)
- 9 grudnia – Douglas Fairbanks Jr., aktor (zm. 2000)
- 12 grudnia – Karen Morley, aktorka (zm. 2003)